# MTV Video Music Award – teledysk koncepcyjny
Poniższa lista przedstawia kolejnych zwycięzców nagrody MTV Video Music Awards w kategorii Best Concept Video.  Po raz ostatni tę nagrodę przyznano w 1988 roku.
| Rok  | Wykonawca      | Piosenka         |
| ---- | -------------- | ---------------- |
| 1984 | Herbie Hancock | Rockit           |
| 1985 | Glenn Frey     | Smuggler's Blues |
| 1986 | a-Ha           | Take On Me       |
| 1987 | Peter Gabriel  | Sledgehammer     |
| 1988 | Pink Floyd     | Learning to Fly  |